# Lynda Tolbert-Goode
Lynda M. Tolbert-Goode, ameriška atletinja, * 3. oktober 1967, Washington, ZDA.
Nastopila je na poletnih olimpijskih igrah v letih 1992 in 1996, osvojila je četrto in sedmo mesto v teku na 100 m z ovirami. Na svetovnih prvenstvih je osvojila bronasto medaljo v isti disciplini leta 1993. 